# Street Fighter: Assassin’s Fist
Street Fighter: Assassin’s Fist ist eine US-amerikanische Webserie, die auf dem gleichnamigen Videospiel basiert.

## Inhalt
Street Fighter: Assassin’s Fist erzählt die Geschichte der Charaktere Ryu und Ken in ihren frühen Jahren als Kampfsportler. Beide werden von Meister Gōken trainiert, der sie in einem der ältesten Kampfstile namens Ansatsuken trainiert. Gōken und sein im Exil lebender Bruder Gouki sind die einzigen, welche diesen Kampfstil beherrschen. Im Laufe der Geschichte lernen Ryu und Ken die mysteriöse Vergangenheit ihres Meisters Gōken kennen, wie er und sein Bruder Gouki den dunklen Stil des Ansatsuken erlernten und wie Gouki sich von dieser Macht beherrschen ließ und daraufhin sich in den Dämon Akuma verwandelte. Akumas Ziel ist es, seinen Bruder Gōken zu töten, damit er der alleinige Meister von Ansatsuken wird.

## Produktion
Die Serie startete als Kickstarter, um Spenden für die Produktion zu beschaffen. Die Kampagne wurde am 17. April 2013 abgebrochen, da private Unterstützer mit dem erforderlichen Geld spendeten. Am 14. Juli 2013 begann die Produktion. Die Serie wurde in Sofia gedreht. 14. März 2014 gaben Capcom und Machinima.com bekannt, dass die Serie auf dem Hauptkanal von Machinima ausgestrahlt wird.

## Synchronisation
| Figur       | Schauspieler (Original) | Deutscher Synchronsprecher |
| ----------- | ----------------------- | -------------------------- |
| Ryū         | Mike Moh                | Nicolás Artajo             |
| Ken Masters | Christian Howard        | Florian Hoffmann           |
| Akuma       | Joey Ansah              | Jan-David Rönfeldt         |
| Gōken       | Akira Koieyama          | Oliver Siebeck             |
| Gōtetsu     | Togo Igawa              | Peter Reinhardt            |
| Gōki        | Gaku Space              | David Turba                |
| Sayaka      | Hyunri Lee              | Lydia Morgenstern          |

## Episoden
| Nr. (ges.) | Nr. (St.) | Deutscher Titel | Originaltitel             | Erstausstrahlung USA |
| ---------- | --------- | --------------- | ------------------------- | -------------------- |
| 1          | 1         | -               | Beginnings                | 23. Mai 2014         |
| 2          | 2         | -               | Round 1: Fight            | 23. Mai 2014         |
| 3          | 3         | -               | Satsui No Hado            | 23. Mai 2014         |
| 4          | 4         | -               | A Rough Night             | 23. Mai 2014         |
| 5          | 5         | -               | Banished                  | 23. Mai 2014         |
| 6          | 6         | -               | Demons Within             | 23. Mai 2014         |
| 7          | 7         | -               | Path Of The Shin Oni      | 23. Mai 2014         |
| 8          | 8         | -               | The Ultimate Sacrifice    | 23. Mai 2014         |
| 9          | 9         | -               | The Calm Before The Storm | 23. Mai 2014         |
| 10         | 10        | -               | The Raging Demon          | 23. Mai 2014         |
| 11         | 11        | -               | May The Best Man Win      | 23. Mai 2014         |
| 12         | 12        | -               | End Game                  | 23. Mai 2014         |

## Rezeption
Im Gegensatz zu den frühen Realverfilmungen von Street Fighter wurde Assassin’s Fist als die beste und originalgetreue Adaption des Franchise gefeiert. IGN gab der Serie eine positive Bewertung und erklärte, dass sie für das Franchise authentischer sei als jeder der mit größerem Budget ausgestatteten Street-Fighter-Spielfilme, sowie eine der besten Live-Action-Videospiel-Adaptionen ist und IGN bewerte es mit 8,7 von 10 Punkten.